# Wiczówka (gmina)
Wiczówka – dawna gmina wiejska istniejąca do 1939 roku w woj. poleskim (obecnie na Ukrainie). Siedzibą władz gminy była Wiczówka (Вичівка).
W okresie międzywojennym gmina Wiczówka należała do powiatu pińskiego w woj. poleskim. Do gminy zostały przyłączone pozbawione praw miejskich Serniki. 18 kwietnia 1928 roku do gminy przyłączono Ostrów z gminy Moroczna.
Po wojnie obszar gminy Wiczówka wszedł w struktury administracyjne Związku Radzieckiego.